# برنارد تایسون
برنارد تایسون (انگلیسی: Bernard Tyson ۲۰ ژانویه ۱۹۵۹ – ۱۰ نوامبر ۲۰۱۹) کارآفرین و مدیر ارشد اجرایی اهل ایالات متحده آمریکا است، که بعنوان مدیرعامل شرکت کایزر پرمننته فعالیت می‌کند.